# 布朗科托
布朗科托（法語：Blancs-Coteaux，法語發音：[blɑ̃ kɔto]）是法国马恩省的一个市镇，位于该省中部，属于香槟沙隆区。

## 地名
“布朗科托”（Blancs-Coteaux）一名在法语中意为“白色山坡”。该市镇原计划命名为“科特德布朗”（Côte des Blancs，意为“白（葡萄）山坡”，同名产区常译为“白丘”），由于临近市镇的反对意见（认为其挪用了同名产区的名称）而在市镇成立前几天将名称选定为“布朗科托”。

## 历史
布朗科托成立于2018年1月1日，由以下4个市镇合并而成：
- 容日
- 奥热
- 韋爾蒂（Vertus）
- 瓦普勒（Voipreux）

其中韦尔蒂为政府驻地。

## 地理
布朗科托（48°54'16"N, 4°0'12"E）面积65.81 平方千米，位于法国大東部大區马恩省，该省份为法国东北部内陆省份，北起阿登省，西北接埃纳省，西南接塞纳-马恩省，南至奥布省，东南接上马恩省，东临默兹省。
与布朗科托接壤的市镇（或旧市镇、城区）包括：阿维兹、弗拉维尼、鲁菲、新城-雷讷维尔-舍维尼、勒梅尼勒叙奥热、特雷孔、贝热尔莱韦尔蒂、埃特雷希、苏利耶尔、日夫里莱卢瓦西、布里地区卢瓦西、蒙莫尔-吕西、沙尔特赖、维莱欧布瓦、莫兰、格罗沃。
布朗科托的时区为UTC+01:00、UTC+02:00（夏令时）。

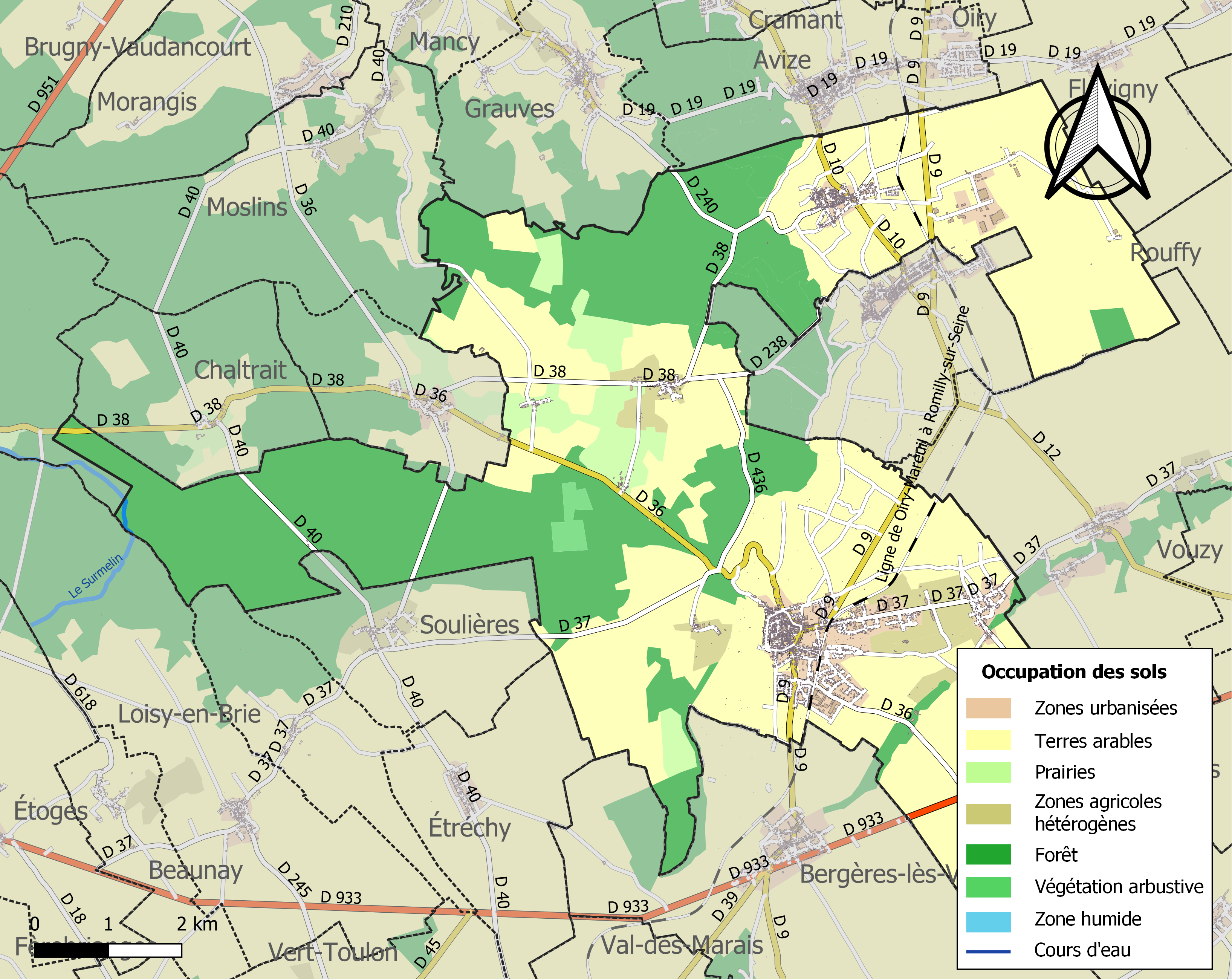
布朗科托的OSM定位图

## 行政
布朗科托的邮政编码为51130，INSEE市镇编码为51612。

## 政治
布朗科托所属的省级选区为韦尔蒂-香槟平原县，同时布朗科托也是该县的中央投票站所在地。

## 经济
布朗科托是法国香槟酒的重要产区。

## 人口
布朗科托于2022年1月1日时的人口数量为3120人。